# Per-Simon Kildal
Per-Simon Kildal (4 de julio de 1951 - 21 de abril de 2016) fue profesor de sistemas de antenas en la Universidad Tecnológica de Chalmers en Suecia, IEEE fellow y ganador del Distinguished Achievement Award de la IEEE Antennas and Propagation Society en 2011. Kildal había contribuido al diseño de antenas reflectoras para la radioastronomía en todo el mundo, sobre todo el reflector gregoriano del Observatorio de Arecibo que se instaló en 1997. Además de las antenas reflectoras, ha contribuido a la alimentación de radiotelescopios de banda ancha, a las mediciones en el aire (OTA) de las antenas y a las aplicaciones de los metamateriales.
Fundó las empresas Bluetest AB, Gapwaves AB y RanLOS AB. Bluetest se basa en su innovación para medir el rendimiento de los dispositivos inalámbricos, con una cámara de pruebas utilizada por empresas y operadores de telecomunicaciones de todo el mundo. Gapwaves comercializa la tecnología de guía de ondas patentada por Kildal y Valero, un diseño que puede controlar las ondas electromagnéticas no deseadas en los componentes electrónicos. Las ideas de la tecnología Gap Waveguide se presentó en un artículo científico de 2008 y citado a día de hoy por más de 500 investigadores.